# Radome

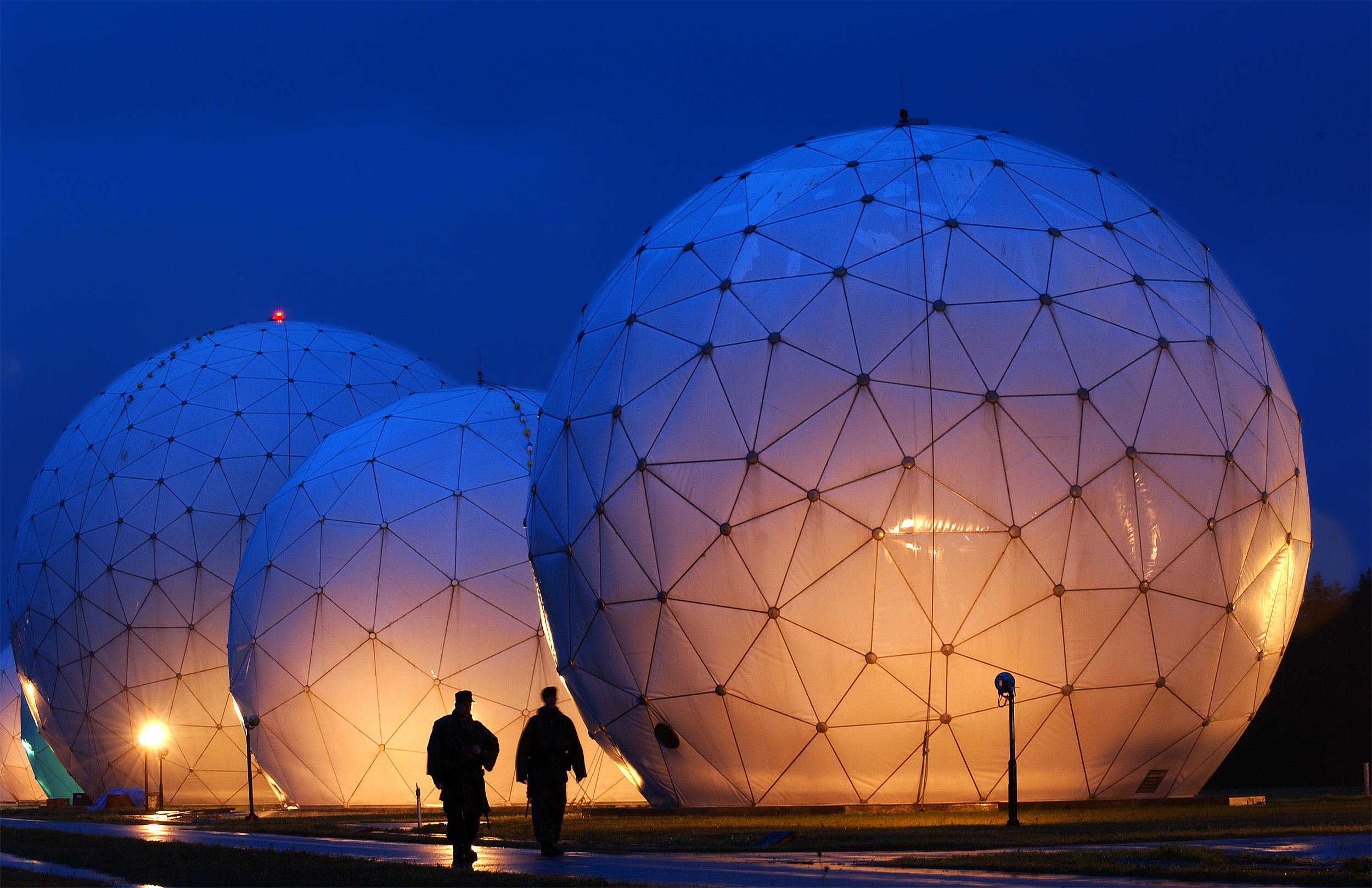
Alcuni radome al Misawa Security Operations Center, Misawa, Giappone

Un radome (parola composta da radar e dome) è una struttura usata per proteggere le antenne radar dalle condizioni meteorologiche avverse (vento, pioggia, grandine, irraggiamento solare, ecc.) e/o nasconderne la forma e le dimensioni (da cui un esperto può dedurne lo scopo e le frequenze di lavoro). Proteggono inoltre il personale, evitando che possa essere colpito dall'antenna in movimento. 
Una struttura di tipo radome si distingue per il materiale usato nella costruzione (tipicamente materiali dielettrici cioè non conduttivi) al fine di permettere la propagazione dei segnali elettromagnetici con bassissima attenuazione fra l'antenna all'interno della struttura e l'ambiente esterno. L'uso di materiale metallico per la costruzione del radome (come acciaio, alluminio, ecc.) bloccherebbe infatti gran parte o interamente la propagazione del segnale da e verso l'antenna. 
Pertanto per i radar terrestri si fa uso di fibra di vetro, PTFE, polifenilene, ecc. nelle strutture rigide autoportanti, e di tessuti impermeabili nelle meno diffuse strutture gonfiate ad aria.  
I radome installati a protezione dei radar terrestri possono essere costruiti in varie forme (sferica, a cupola geodetica, planare, ecc.). Quelli utilizzati sugli UAV (droni a uso militare) o tutti gli altri tipi di aeromobili devono necessariamente avere una forma adatta a ridurne la resistenza aerodinamica (di norma sono installati nel cono anteriore della carlinga). Un caso particolare è rappresentato dagli aerei di tipo AWACS, che fa uso di un "rotodome" (dome rotante) installato al di sopra della fusoliera. I radome sono utilizzati pure a bordo delle navi, anche a protezione delle antenne di navigazione satellitare.